# Erebothrix semiusta
Erebothrix semiusta är en fjärilsart som beskrevs av W. Warren 1889. Erebothrix semiusta ingår i släktet Erebothrix och familjen nattflyn. Inga underarter finns listade i Catalogue of Life.